# تونکاتسو

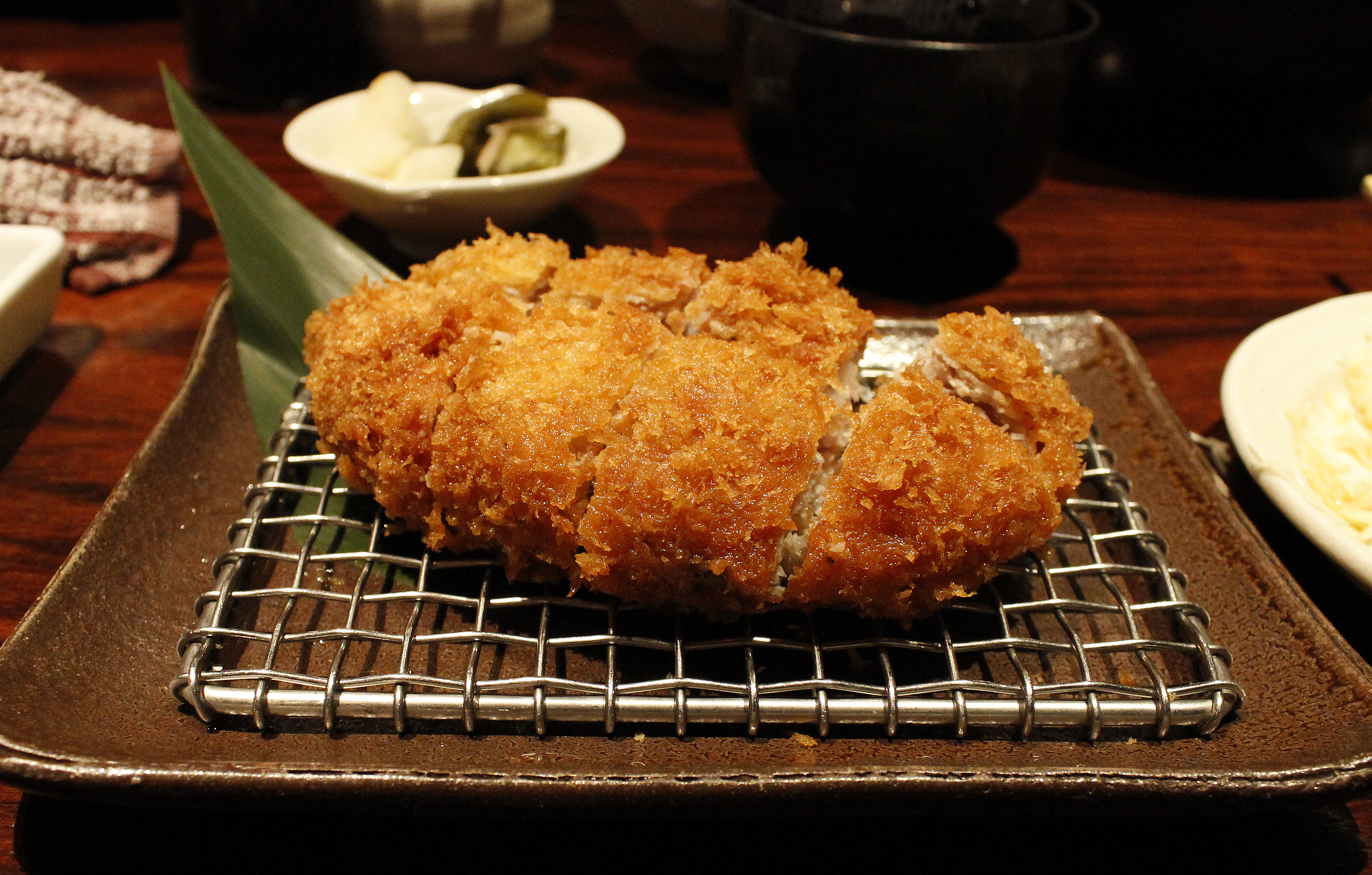
Original Tonkatsu

تونکاتسو (به ژاپنی: 豚カツ Tonkatsu) یکی از غذاهایی است که توسط روغن‌پزی عمیق گوشت خوک تهیه می‌شود و یکی از غذاهای به سبک غربی در ژاپن به‌شمار می‌آید. برای تهیه آن گوشت خوک ابتدا در داخل مایعی از تخم مرغ و آرد و در آخر پودر نان فرو برده و سپس در روغن داغ و فراوان سرخ می‌شود. برای چاشنی از سس ویستا به زبان ژاپنی یا (به انگلیسی: Worcestershire sauce/Worcester sauce) یا سس مخصوص تونکاتسو که ممکن است در هر رستوران به‌طور اختصاصی تهیه شود، استفاده می‌شود. هر چند این سبک غذا در دوره میجی به تقلید از سبک غربی در ژاپن ابداع شده‌است، در حال حاضر در آمریکا به عنوان یکی از غذاهای ژاپنی معرفی می‌شود.

## انواع تونکاتسو
- کاتسوکاره: تونکاتسو با کاره مصرف شود.
- کاتسودونه: به صورت دون‌بوری و پختن تونکاتسو با پیاز و سس و تخم مرغ و نهادن مخلوط آن در روی برنج باشد.
- کاتسوساندو:به شکل ساندویچ است.
- کاتسومشی:خود تونکاتسو بر روی برنج گذاشته می‌شود.
- میسوکاتسو:در ناگویا تونکاتسو به همراه میسو مصرف می‌شود.
- تونکاتسوسوبا: تونکاتسو بر روی سوبا گذاشته می‌شود.
- تونکاتسورامن:تونکاتسو بر روی رامن گذاشته می‌شود.